# Gegenkolbenmotor

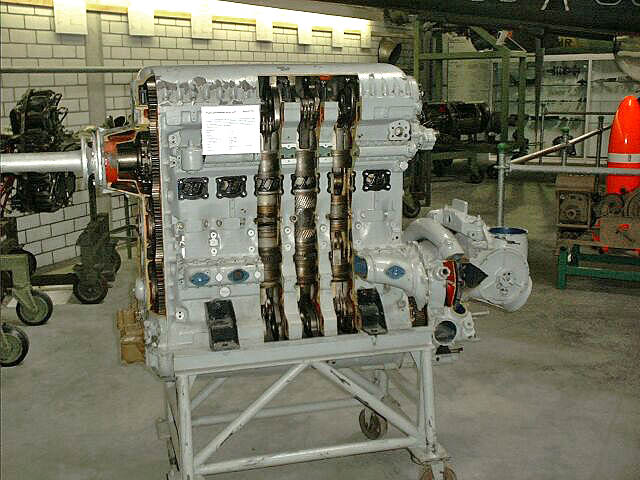
Junkers-Jumo-205-Gegenkolbenmotor

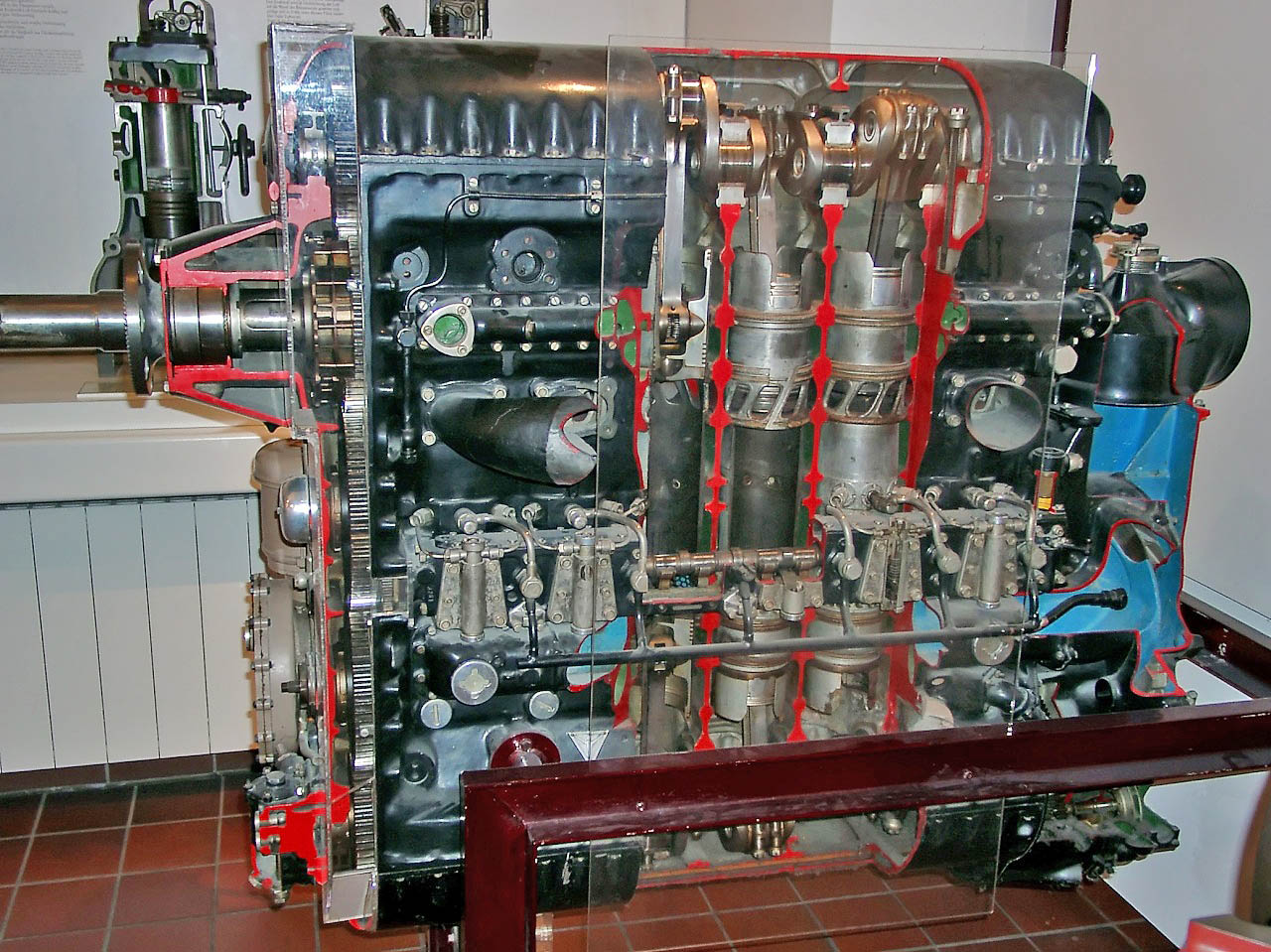
Junkers-Jumo-205-Gegenkolbenmotor

Simpson-Gegenkolbenmotor

Der Gegenkolbenmotor – auch bekannt als Gegenläufermotor, Gegenlaufmotor oder kurz Gegenläufer – ist ein Hubkolben-Verbrennungsmotor, bei dem zwei Kolben im selben Zylinder gegeneinander arbeiten und sich einen gemeinsamen Brennraum in der Mitte des Zylinders teilen. Diese Motorenart ließ sich Ferdinand Kindermann 1877 patentieren.
Nach DIN 1940, Ausgabe März 1958, ist der Gegenkolbenmotor als Doppelkolbenmotor definiert, dessen Kolben sich gegenläufig bewegen.
Er ist bisher fast immer als Zweitaktmotor realisiert worden. Die Ein- und Auslassschlitze liegen bei diesem an entgegengesetzten Enden des Brennraums und werden von den Kolben in der Nähe ihrer äußeren Totpunkte freigegeben. Hierdurch wird eine Längsspülung und damit ein Gasaustausch erreicht, der praktisch ebenso vollständig ist wie beim Viertakter.
Der Motor kann als Diesel-, Otto- oder Gasmotor ausgelegt werden.
Der Zweitakt-Diesel-Gegenkolbenmotor ist wegen seiner hohen Leistungsdichte in den 1930er- bis 1960er-Jahren in Schiffen, U-Booten, Panzern und sogar Flugzeugen verwendet worden und wird es vereinzelt immer noch. Er wurde jedoch weitgehend durch den Viertakt-Turbodiesel verdrängt.
In jüngerer Zeit (2010, 2011) ist er von drei US-Start-up-Unternehmen wieder aufgegriffen worden – Ecomotors mit dem OPOC-Motor für Lastwagen (150 kW je Modul aus zwei Zylindern mit vier Kolben), Achates und Pinnacle –, von denen eines, Pinnacle, eine Viertaktversion entwickelt.

## Technik

### Gasaustausch (Zweitaktvariante)
Der Austausch des verbrannten Gases durch frisches benötigt bei jedem Zweitakter einen extern erzeugten Überdruck. Dieser kann geliefert werden durch
- Vorverdichtung im Kurbelgehäuse
- externes Spülgebläse (z. B. Turbolader, Rootslader)

Um eine Aufladung zu erreichen, muss für eine gewisse Zeit der Einlassschlitz noch offen sein, während der Auslassschlitz bereits geschlossen ist. Dies wird wie bei manchen U-Kolbenmotoren durch ein Vorauseilen des Auslasskolbens um einen Wert zwischen 12° und 20° Kurbelwinkel erreicht.

### Triebwerksausführungen
Es gibt Ausführungen mit einer oder mit zwei Kurbelwellen. 
- Im Fall mit einer Kurbelwelle ist ein Kolben über ein kurzes Pleuel mit der Kurbelwelle verbunden und der andere über ein Joch und ein Paar langer Pleuel.
- Im zweiten Fall (mit zwei Kurbelwellen) müssen die Kurbelwellen miteinander verbunden sein, zum Beispiel durch eine Stirnradkaskade (wie beim Junkers Jumo 205), eine Antriebskette, einen Zahnriemen oder eine Königswelle.

Früher gab es noch andere Varianten:
- Kipphebel waren über Pleuel mit den Kolben und der Kurbelwelle verbunden, die unter den Zylindern angeordnet war.[4][5]
- Parallel zu zwei Gegenkolbenzylindern läuft eine Welle, an deren Enden je eine Schräg- oder Taumelscheibe rotiert. Diese drücken über Stößel die Kolben nach innen bzw. werden durch ihren Druck in Rotation versetzt.[6]

### Aufbau und Funktionsweise am Beispiel

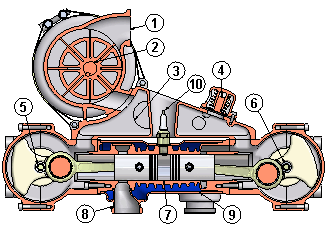
Beispiel eines Gegenkolbenmotors

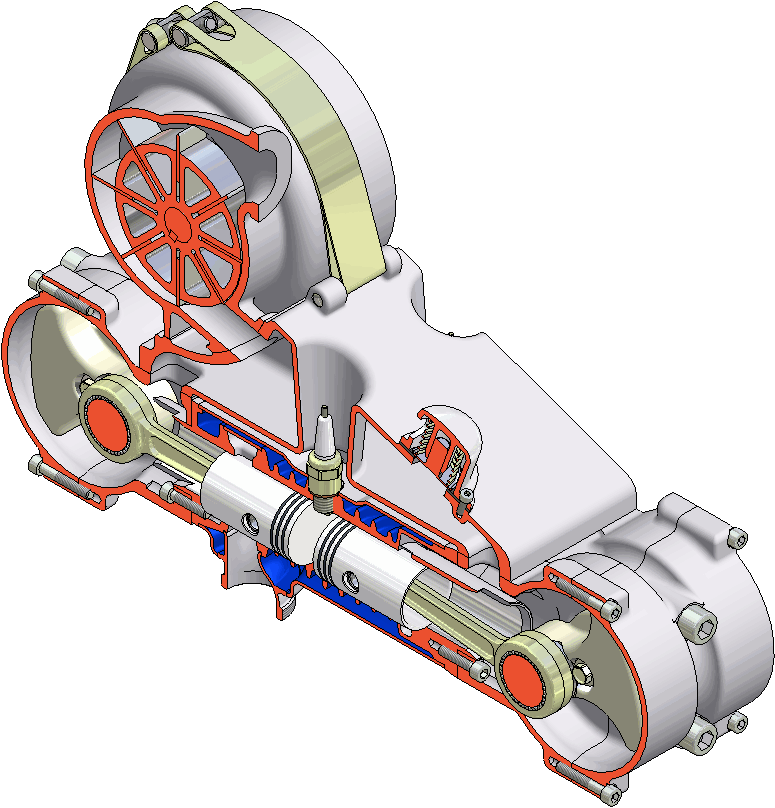
Perspektivische Darstellung eines Gegenkolbenmotors

Animierte Darstellung eines Gegenkolbenmotors

Dargestellt ist der von 1946 bis 1948 von August Prüßing mit seinem Team ehemaliger DKW-Mitarbeiter der Rennabteilung auf Befehl der Sowjetischen Militäradministration (SMAD) in Chemnitz im Sonderkonstruktionsbüro 10 konstruierte Zweitakt-Gegenkolbenmotor mit Centrix-Lader. Es gab ihn in einer Version mit 250 cm³ und einer mit 350 cm³ Hubraum. Er besaß zwei Zylinder mit vier Kolben, zwei Kurbelwellen und einen mechanischen Lader. Die Kurbelwellen waren über eine Stirnradkaskade verbunden. Die Gemischaufbereitung übernahm ein sogenannter Saugvergaser (Anordnung vor dem Lader). 1948 engagierte der Braunschweiger Privatrennfahrer Kurt Kuhnke Kurt Bang und Erich Bergauer aus August Prüßings Team und ließ sich einen wesentlich verbesserten Motor dieser Bauweise konstruieren. Ab 1950 brachte Kurt Kuhnke seine „Kuhnke Sport 1“ (KS1) mit Zweitakt-Gegenkolben-Kompressormotor an den Start, bis die FIM Kompressormotoren verbot. Der Kuhnke-Motor war die letzte Neukonstruktion eines aufgeladenen Kompressor-Zweitakters und damit der Endpunkt einer glanzvollen Karriere.
1. Ansaugkanal für das vom Vergaser aufbereitete Gemisch
2. Mechanischer Lader. (hier: Flügelzellenlader; im Original Zentrix-Lader)
3. Frischgaskammer zum Speichern und Verteilen an die Zylinder
4. Überdruckventil (Waste-Ventil)
5. Auslass-Kurbeltrieb
6. Einlass-Kurbeltrieb (läuft zum Erreichen eines asymmetrischen Steuerdiagramms etwa 20° nach)
7. Zylinder mit Ein- und Auslassschlitzen
8. Auslass, Anschluss für die Auspuffanlage
9. Wasserkühlmantel
10. Zündkerze

Der Lader saugt das Gemisch an und drückt es in die Frischgaskammer. Ein Überdruckventil sorgt für die Druckbegrenzung. Von hier aus gelangt das Gemisch in die Kurbelräume. Auf der Auslassseite dient es zur Kühlung des thermisch hochbelasteten Kolbens. Nach der Zündung laufen beide Kolben nach außen und vollziehen den Arbeitshub. Der Auslasskolben öffnet zuerst die Auslassschlitze, wodurch sich der Restdruck abbauen kann, was zu einer Beschleunigung der Gassäule im Abgassystem führt. Erst dann öffnet der andere Kolben die Einlassschlitze, womit durch den Ladedruck getriebenes Frischgas in den Zylinder einströmt, welches das Altgas hinausschiebt. Bei immer noch geöffnetem Einlass schließt der Auslass. Es wird weiter Frischgas in den Zylinder gedrückt, was zur Aufladung führt. Nachdem die Einlassschlitze wieder vom Kolben verdeckt worden sind, beginnt die Verdichtung.

## Vor- und Nachteile

### Vorteile gegenüber einkolbengesteuerten Zweitaktern gleicher Kolbenzahl, Hubraums, Drehzahl und Verdichtung
- Erheblich geringere Wärmeverluste durch die Brennraumwände, weil diese eine wesentlich geringere Oberfläche haben. Besonders in der Nähe des oberen Totpunkts, wo die Verbrennungsgase besonders heiß sind, ist die freie Zylinderwand nur klein; die Brennraumoberfläche wird durch die Kolben und Zylinderköpfe dominiert. Beim Gegenkolbenmotor fallen letztere weg, und man hat näherungsweise eine Halbierung der Brennraumoberfläche.
- Gleichmäßigerer Drehmomentverlauf über das gesamte Drehzahlband – das Drehmoment hängt vom Füllungsgrad ab. Beim einkolbengesteuerten Zweitakter ist der Füllungsgrad sehr stark drehzahlabhängig – beim Gegenkolbenmotor nicht.
- Bessere Spülung – die Längsspülung erlaubt einen vollständigen Gasaustausch bei geringen Spülverlusten.
- Durch die räumliche Trennung von Ein- und Auslassschlitzen können diese auf dem ganzen Kolbenumfang angeordnet werden. Hierdurch wird eine unsymmetrische Temperaturverteilung von Kolben und Zylinderwand vermindert, was der Passgenauigkeit zugutekommt.
- Der einströmenden Luft kann ein Drall mitgegeben werden, was gut für die Durchmischung und den Verbrennungsablauf ist.[7]
- Guter Massenausgleich ohne Zusatzmaßnahmen.[8]

### Probleme des Konzeptes
- Partikel- und Kohlenwasserstoffemission durch das Ausschleusen von Schmieröl aus den Auslassschlitzen. Dies ist sehr problematisch bei nachgelagerten Katalysatoren. Neuere Entwicklungen (Achates, OPOC) haben dieses Problem nach Firmenangaben durch bessere Öle und Sicherstellen eines ausreichenden Schmierfilms so gut in den Griff bekommen, dass alle modernen Emissionsstandards ohne weitere Filter eingehalten werden können.[9] Ein weiterer Lösungsvorschlag besteht in der Verwendung selbstschmierender Graphitkolben (siehe Golle-Motor).
- Ölverbrauch, er hat im Wesentlichen dieselbe Ursache und Lösung wie die Partikelemission und kann deshalb als gelöst betrachtet werden.
- Lebensdauerprobleme wegen der hohen thermischen Belastung der Auslassseite, insbesondere des Auslasskolbens.[A 1] Dieses Problem ist bei der Dieselversion nicht so ausgeprägt, da hier die Abgastemperatur niedriger ist. Nachvollziehbarerweise sind alle Motoren mit hoher Leistungsdichte, also hoher thermisch-mechanischer Belastung, potentiell stärker von Lebensdauerproblemen betroffen.[10] Eine Lösung besteht in der sorgfältigen Auslegung der Kühlung und der Verwendung geeigneter Werkstoffe.
- Durch halbierte Zylinderzahl etwas unruhigerer Lauf.
- Nur bei Motoren mit nur einer Kurbelwelle (OPOC) durch die Zugstangen etwas höhere oszillierende Masse.
- Seitliche Anordnung der Zündung/Einspritzung. Die damit verbundenen Probleme konnten jedoch durch eine verbesserte Gestaltung der Kolbenoberfläche gelöst werden.[9]

## Geschichte und Einsatz

### Junkers
Eine der ersten praktischen Anwendungen erfolgte 1892 durch Wilhelm von Oechelhäuser jun. in seinem Werk für Gasmotoren, der Deutschen Continental Gasgesellschaft, in Dessau. Die Entwicklung wurde von Hugo Junkers assistiert. Die Maschine wurde mit Gichtgas betrieben. Sie wurde 1896 an das Hochofenwerk Hörde (Stahlwerk Phoenix) in Dortmund geliefert und leistete 220 PS zum Antrieb eines Dynamos als Stromgenerator.
Junkers entwickelte diese Art von Kraftmaschinen in seinem Werk weiter. Er baute sie zunächst als Ottomotor, später dann als stationäre und Kraftfahrzeugdiesel mit sehr niedrigem Verbrauch.

#### Flugmotoren

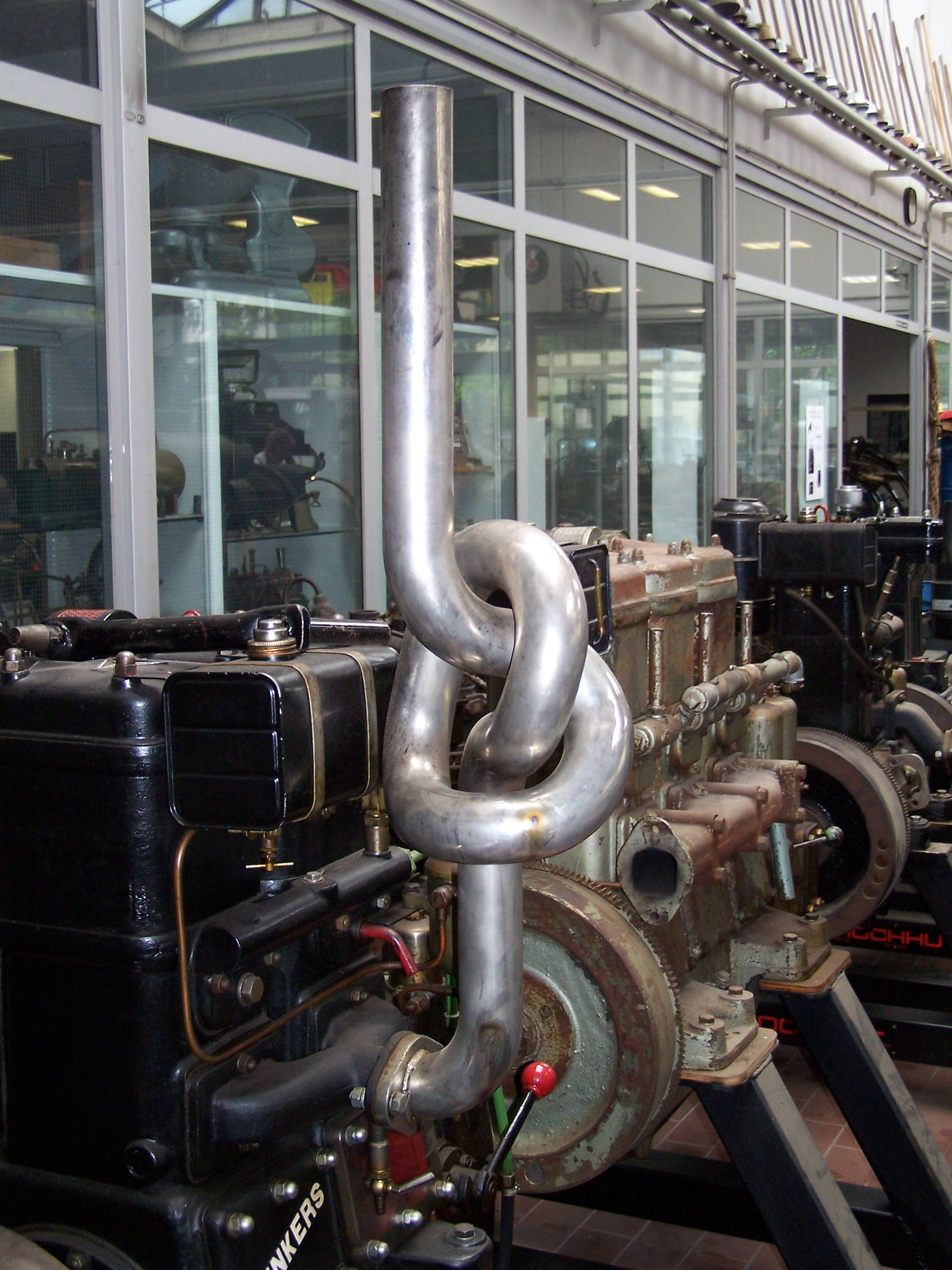
Von links nach rechts: ein 2 HK 65, ein 3 HK 65 und ein 1 HK 65

Der Junkers-Sechszylinder-Gegenlaufmotor Jumo 205 mit 880 PS bei 2800/min war der einzige in größeren Stückzahlen gebaute Dieselflugmotor. Er war zwar, gemessen an seiner Leistung, relativ schwer, jedoch stellten damit ausgerüstete Flugzeuge dank des sehr günstigen spezifischen Verbrauchs etliche Langstreckenweltrekorde auf. Seine Entwicklung war langwierig, insbesondere wegen der thermischen Belastung des Auslasskolbens.

#### Stationär- und Fahrzeugmotoren
Die zwischen 1930 und 1980 nach dem sogenannten Baukasten-Prinzip mit einem Hubraum von rund 700 cm³ pro Einheit gefertigten Diesel-Gegenläufer der Baureihe HK von Junkers finden vor allem als Stationär- und als Bootsmotoren Verwendung. Sie waren als 1-, 2- oder 3-Zylinder-Motoren, die zwischen 8 und 38 PS leisten können, erhältlich. Die Fahrzeugmotoren wurden zunächst auch von Krupp in Lizenz gebaut, dort dann aber wegen Auswurfs und Verkohlung von Öl an den Auslassöffnungen von Zweitaktern mit Auslassventilen abgelöst.
Bis 1945 wurden Gegenkolben-Dieselmotoren von der Gesellschaft für Junkers-Dieselkraftmaschinen mbH in Chemnitz hergestellt. Dieser Betrieb ging nach dem Krieg in den (kreisgeleiteten) Volkseigenen Betrieb Diesel-Kraftmaschinenwerk Karl-Marx-Stadt (DKM) über und führte die Produktion der Baureihe HK 65 unter der Typbezeichnung NZD 9/12 fort. Die Motoren wurden im Schiffbau als Haupt- und Hilfsmaschinen eingesetzt. Auch der Antrieb kleiner Arbeits- und Zugmaschinen wie Dieselwalzen, Bagger, Betonmischer, Traktoren oder Lokomotiven, wurden mit Junkers-Einzylinder-Gegenkolbenmotoren realisiert. Gleichfalls wurden sie als Antriebe für Pumpen- und Kompressoraggregate und von Netzersatzanlagen verwendet. Den später als Baureihe ZD 21/6,5 SRW bezeichneten  Gegenkolbenmotoren kam innerhalb der DDR jedoch keine große Bedeutung zu, sie wurden auf Wunsch der Sowjetunion hergestellt. Nachdem die Fertigung der Motoren 1980 eingestellt worden war, wurden noch bis 1989 Ersatzteile für die UdSSR produziert.

### DKW – Aufgeladene Zweitaktmotoren in Rennmotorrädern
DKW lehnte die Gegenkolben-Bauweise für den Rennbetrieb kategorisch ab. Man plante 1940 vielmehr einen Vierzylinder-H-Motor mit Schiebersteuerung im Zylinderkopf. Kriegsbedingt konnte das Konzept nicht verwirklicht werden. Nach dem Zweiten Weltkrieg beauftragte die Sowjetische Militäradministration SMAD in Chemnitz den ehemaligen DKW-Rennleiter August Prüßing, fünf Rennmaschinen mit Zweizylinder-Gegenkolben-Kompressormotor und jeweils vier Kolben zu entwickeln und zu bauen. Diese wassergekühlten Maschinen wurden 1948 mit allen Unterlagen, Gussmodellen und Vorrichtungen nach Russland abtransportiert, um im Zweirad-Technologiezentrum Serpuchov in den Folgejahren im russischen Straßenrennsport eingesetzt zu werden. Der Braunschweiger Privatrennfahrer Kurt Kuhnke engagierte in der Folge Kurt Bang und Erich Bergauer aus dem Chemnitzer Konstruktionsteam und ließ sich einen eigenen wassergekühlten, aufgeladenen Gegenkolben-Rennmotor mit zwei Zylindern und vier Kolben konstruieren. Das Debüt erfolgte 1950 beim Braunschweiger Prinzenparkrennen als Kuhnke Sport 1, kurz KS1. Die Leistung dieses Zweizylinder 250-cm³-Motors betrug etwa 45 PS bei 7.000 min−1.
Der Beitritt Deutschlands zum Internationalen Motorradverband (FIM) brachte das Ende der sportlichen Karriere des DKW-Gegenkolbenmotors; die FIM hatte nach dem Krieg ein Kompressorverbot erlassen.
Im Jahre 1989 machte sich ein Ingenieurteam des Fachgebiets Fahrzeugtechnik der TU Darmstadt um Restaurator Hermann Herz und Bert Breuer an die Aufgabe, aus dem Kuhnke Gegenkolbenmotor eine thermisch stabile Maschine zu machen. Zwei Jahre, eine Studienarbeit und eine Diplomarbeit später lief der KS1-Gegenläufer ohne thermische Probleme und leistete 44 PS aus 250 cm³. Fahrgestell und Aufbau der KS1 wurden von Hermann Herz nach dem Vorbild der DKW-Werksrennmaschinen komplett restauriert. Die Maschine befindet sich heute im Besitz der Audi Tradition und ist als Leihgabe im Museum für sächsische Fahrzeuge in Chemnitz ausgestellt.

### Napier Deltic
Eine Sonderform des Gegenkolbenmotors stellen die um 1950 entstandenen Deltic-Motoren des britischen Herstellers Napier dar; diese aus dem Junkers-Lizenzmotor Napier-Culverin entstandenen, für den Einsatz in Schiffen und Lokomotiven gebauten kompakten Dieselmaschinen erreichten Leistungen um 3000 PS und bestanden aus drei im Dreieck angeordneten und durch gemeinsame Kurbelwellen verbundenen Bänken von Gegenkolbenmaschinen.

### Weitere Typen von Gegenkolbenmotoren
1898 brachte Lucian Vogel bei MAN in Nürnberg einen Diesel-Gegenkolbenmotor („5-PS-Kutschenwagen-Motor“) im Zweizylinder-Viertakt-Verfahren zum Laufen. Die Version war aber nicht marktfähig.
Darüber hinaus haben Commer, Compagnie Lilleoise des Moteurs, Doxford, Fairbanks-Morse, Gobron-Brillié, British Leyland, Krupp, Napier, Rolls-Royce und Sulzer Gegenkolbenmotoren entwickelt und gebaut, meist für den Stationärbetrieb, für Schiffe, U-Boote und Lokomotiven, aber auch für Lkw, Pkw und Motorräder.
Gegenläufermotoren wurden auch in Panzern eingesetzt. So war beispielsweise der britische Chieftain mit einem großen Sechszylinder-Gegenläufermotor für den Hauptantrieb (Typ Leyland L60) und einem kleinen Dreizylinder (Leyland H30) als Nebenaggregat ausgestattet. Der sowjetische T-64 wurde ebenfalls von einem Gegenkolbenmotor mit fünf Zylindern, der ukrainische T-84 von einem mit sechs Zylindern und 1.200 PS (883 kW) angetrieben.
Adolf Roth entwarf in den 1950er Jahren bei Krupp einen Einzylinder-Zweitakt-Gegenkolbenmotor, dessen Kolben mithilfe einer Schwinghebelmechanik auf eine gemeinsame Kurbelwelle wirkten. Die beiden Kolben unterteilen den Zylinder in drei Verbrennungsräume, der mittlere arbeitet mit Gleichstromspülung, die beiden außenliegenden mit Umkehrspülung. Daher ist dieser Motor zugleich doppeltwirkend. Der Versuchsmotor lieferte mit einem Spülluftgebläse 105 PS, er ging nicht in Serie.
Weite Verbreitung fand der Gegenkolbenmotor 10D100 (Zehnzylinder, senkrechte Anordnung der Zylinder, 3000 PS) in der sowjetischen Diesellokomotive der Baureihe 2TE10 der Lokomotivfabrik Luhansk.

## Aktuelle Entwicklungen

### Ecomotors OPOC (Opposed Piston Opposed Cylinder) Engine

Schema des OPOC-Gegenkolbenmotors

Das OPOC-Konzept hat zwei Besonderheiten:
- Zwei Gegenkolbeneinheiten liegen in Flucht, mit der gemeinsamen Kurbelwelle zwischen ihnen (opposed cylinder) – also ein „Zwei-Zylinder-vier-Kolben-Boxermotor“.
- Die Kraftübertragung der außenliegenden Kolben erfolgt über längere Zugpleuel.

Die Kurbelwelle ist an den Lagerstellen nur mit der vektoriellen Summe der Pleueldruck- und -zugkräfte belastet, die sich jeweils wechselweise teilweise aufheben. Dies hält die Kräfte auf die Lager gering, so dass sie leichter ausgeführt werden können. Die opposed-cylinder-Anordnung hat den Vorteil einer kurzen Kurbelwelle und eines sehr guten Massenausgleichs.
Weitere Eigenschaften sind:
- Abgasturbolader mit zusätzlichem elektronisch gesteuerten Elektroantrieb, mit dem der Ladedruck bei jeder Drehzahl optimiert werden kann, und
- eine elektronisch gesteuerte Kupplung erlaubt, einen Motor aus zwei (oder mehr) Modulen an den Kurbelwellen zusammenzusetzen. Im Teillastbetrieb ist nur eines davon aktiv, was einen erheblichen Wirkungsgradgewinn bringt. Dieser beruht darauf, dass die Wärme-, Strömungs- und Reibungsverluste des stillgelegten Moduls wegfallen und der Ladedruck und damit der thermodynamische Wirkungsgrad im aktiven Modul höher ist. Diese Aufteilung in Module ist mit einem konventionellen Vierzylindermotor nicht ohne weiteres möglich, da dieser dann keinen Massenausgleich mehr hätte und zu stark vibrierte.[A 7]
- Das Problem der Kolbenkühlung wird durch Ölstrahlen gegen die Kolbenrückseite gelöst.[A 7]

Die Entwicklung wurde ursprünglich von Advanced Propulsion Technologies Inc. betrieben, die auch das Patent hält. Das Projekt wurde von der DARPA gefördert, da es militärisch für Hubschrauber, Panzer, Lastwagen oder Generatoreinheiten genutzt werden kann. Es wurden drei Varianten vorgestellt: 10 kW mit 6 kg, 30 kW mit 18 kg (aus drei gekoppelten 10-kW-Einheiten) und 242 kW mit 204 kg.
Seit einigen Jahren erfolgt die zivile Weiterentwicklung durch Ecomotors International. Die treibende Kraft hinter dem OPOC-Motor ist Peter Hofbauer, langjähriger Diesel-Entwicklungsleiter bei Volkswagen.
Bill Gates investierte frühzeitig 23,5 Mio. US-Dollar in die Arbeit von Ecomotors International.
Im Februar 2011 gründete der LKW- und Motorenhersteller Navistar International mit Ecomotors ein Joint-Venture zur Entwicklung eines Turbodiesels für LKW.
Im April 2011 gab der chinesische Autozulieferer Zhongding seine Zusammenarbeit mit Ecomotors bekannt und kündigte eine zukünftige Serienproduktion von Opoc-Lkw-Motoren an.

### Achates Power
Achates ist eine Entwicklungsgesellschaft in Kalifornien. Sie entwickelt einen Gegenkolbenmotor mit zwei Kurbelwellen mit Zahnradkopplung und Abgasturbolader.
Laut Achates ist die günstigste Zylinderzahl drei. Dies liefert für den Turbolader den gleichmäßigsten Druckverlauf und vermeidet Rückströmung des Druckimpulses eines gerade öffnenden in einen bereits einige Zeit offenen Zylinder. Es wird jedoch auch ein Zweizylindermotor projektiert. Andere Zylinderzahlen sind prinzipiell möglich.
Durch eine Variation der Zahnradreihe lässt sich die Drehzahl der Abtriebswelle bereits in gewissen Grenzen an die gewünschte Drehzahl anpassen.
Es wurde eine Verbrauchsminderung um 15 bis 20 % gegenüber einem Dieselmotor auf dem Stand der Technik nachgewiesen.
Achates gelang es nach eigenen Aussagen, durch tiefes Verständnis der Öltransportvorgänge und genaue Dosierung des Öls die Kohlenwasserstoffemission auf Werte zu senken, die auch für Viertaktmotoren niedrig sind.
Der Brennraum zum Zündzeitpunkt ähnelt einem Rotationsellipsoid, an dessen beiden Enden die Einspritzdüsen liegen. Dies entsteht durch entsprechende Vorwölbung und Aushöhlung der Kolbenoberflächen. Die effektive Brennraumoberfläche und damit die Wärmeverluste werden dadurch verringert.
Durch die Verwendung von zwei Einspritzdüsen können zwei unterschiedliche Kraftstoffe leicht zeitversetzt eingespritzt werden. Dies erlaubt, den Druck- und Temperaturverlauf der Verbrennung günstig zu beeinflussen.

### Pinnacle
Pinnacle entwickelt einen Viertakt-Gegenkolbenmotor mit zwei Kurbelwellen. Das Problem dabei ist, dass Ein- und Auslassventile in der Mitte liegen müssen, wo, wenn die Kolben am inneren Totpunkt sind, sehr wenig Platz ist. Pinnacles Lösung besteht darin, den Zylinder aus zwei Rohren zusammenzusetzen, die gasdicht gegen einen dazwischenliegenden Ring gedrückt werden. Beim Einlasstakt wird das eine und beim Auslasstakt das andere Zylinderrohr nach außen gezogen und öffnet so jeweils einen Schlitz, der über den gesamten Zylinderumfang geht. Dem Vorteil einer besseren Spülung und besserer Kontrolle der Öl-Emission steht hierbei der Nachteil größerer Masse und mechanischer Komplexität entgegen.
Pinnacle will nach eigenen Aussagen mit kleinen Motoren auf den asiatischen Markt. Dazu gibt es, ebenfalls nach eigenen Angaben, eine Kooperation mit einem großen asiatischen Hersteller. Ein Fahrzeugmotor läuft die weitaus meiste Zeit im Teillastbereich. Deshalb sollen die Pinnacle-Motoren dafür verbrauchsoptimiert werden, was geringere Spitzenwirkungsgrade mit sich bringt.

### Gemini-100/125-Flugdieselmotor
Die britische Firma Powerplant Developments hat einen Drei-Zylinder-Gegenkolben-Flugmotor entwickelt. Seine Vorteile sind: leicht, kompakt, sparsam, wegen der Einfachheit längere Überholungsintervalle und die Möglichkeit, Jet-Kerosin zu nutzen. Die beiden Varianten leisten 100 bzw. 150 PS.

### Golle-Motor

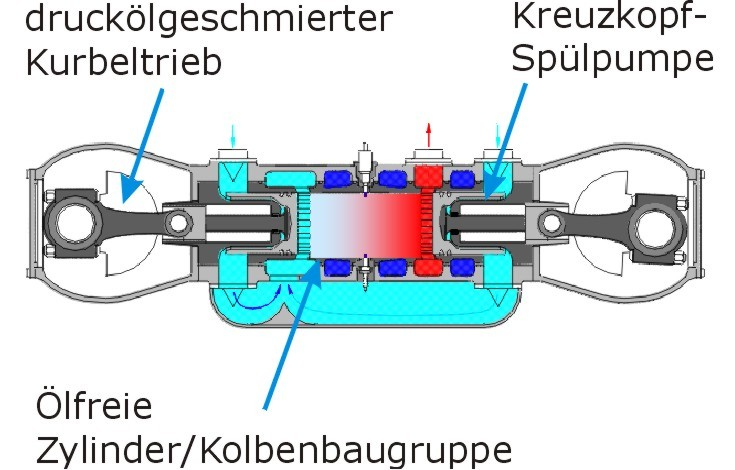
Golle-Gegenkolbenmotor

Der sogenannte Golle-Motor ist ein Gegenkolbenmotor mit zwei über eine Stirnradkaskade verbundenen Kurbelwellen. Die Pleuel sind über Kreuzköpfe und Kolbenstangen mit den Kolben verbunden. Der Kurbelraum ist öl- und luftdicht vom Zylinder abgeschlossen. Der Raum zwischen Kreuzkopf und doppeltwirkendem Kolben wird als Luftladepumpe mit Flatterventilen genutzt. Der Kolben läuft ölfrei. Dies hat mehrere Vorteile:
- weniger Partikel im Abgas
- geringerer Ölverbrauch, geringere Alterung des Öls (Lebensdauerschmierung möglich)
- kein externer Lader nötig, außer zur weiteren Leistungssteigerung.

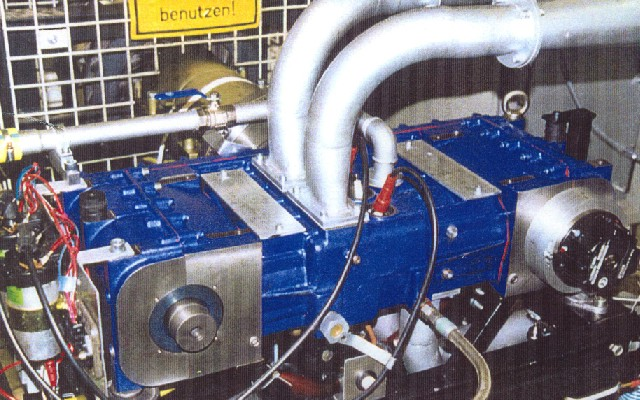
Motor auf dem Prüfstand

Die Kolbenringe bestehen aus Feinkorngraphit, das sehr leicht und selbstschmierend ist und durch seine hohe Temperaturfestigkeit das thermische Problem am Auslasskolben lösen könnte. Seine Festigkeit nimmt bis 2500 °C zu.
Der Motor ist aufgrund seiner Symmetrie sowie der geringen Anzahl verschiedener Teile einfach zu fertigen. Er befindet sich noch in der Entwicklung (Juni 2009), wobei der Schwerpunkt auf der betriebssicheren Beherrschung der neuartigen Kolben liegt.

### Laukötter GmbH, Diesel-Air GmbH, Carmag
Es wurde ein 80 kg schwerer 1,2-l-Zweizylinder-Diesel-Motor mit 85 bis 100 PS entwickelt, der ursprünglich für Fahrzeuge vorgesehen war, aber 2004 immerhin für die Motorisierung beim Erstflug des Ultraleichtflugzeugs Fläming Air „FA Smaragd“ eingesetzt werden sollte. Zu diesem Erstflug kam es nie, da der Motor nicht dauerlauffähig war.
Eine Besonderheit ist die Verwendung von Zahnriemen zur Kopplung der beiden Kurbelwellen und der Abtriebswelle.
Wie der Golle-Motor verwendet er Kohlenstoff-Kolben, die allerdings nach einem von der Firma Carmag patentierten Verfahren als Karbon-Magnesium-Verbundwerkstoff ausgeführt sind. Seine Weiterentwicklung wurde um 2004 eingestellt, vermutlich aus Mangel an Abnehmern. Die Kolbenentwicklung lief jedoch weiter, und die Kolben werden im Motorsport mit Erfolg eingesetzt.

### Malyschew-Werk
Das Unternehmen Malyschew-Werk in der Ukraine baut den Gegenkolbenmotor 6TD-2 für T-84, der 1200 PS leistet, 1,2 t wiegt und 218 g/kWh Diesel verbraucht. Er ist als Vielstoffmotor konzipiert. Ein weiterer Motor ist der 10D100 mit einer Leistung von 3000 PS, der beispielsweise in der SŽD-Baureihe 2TE10U zum Einsatz kommt.

### Diesel Air Limited
Das Unternehmen Diesel Air Limited aus Großbritannien hat einen 100-PS-Gegenkolben-Flugzeugdieselmotor entwickelt. Er ist wie der Junkers-Motor mit getrennten Kurbelwellen und Zahnradkopplung versehen. Mit einem Hubraum von 1,8 l wiegt er 93 kg.